# Schamhaarentfernung
Die Schamhaarentfernung ist die vollständige oder partielle Entfernung des Schamhaars im Genitalbereich. Die Entfernung der Schambehaarung galt und gilt in unterschiedlichen Kulturkreisen und zu verschiedenen Zeiten als Schönheitsideal, aber auch als ein einfaches Verfahren zur Vorbeugung und zur Behandlung eines Befalls mit blutsaugenden Schamläusen (Pthirus pubis, Phthirus pubis, Phthirius inguinalis oder Pediculus pubis).
Es wird unterschieden zwischen Depilation mittels Intimrasur oder Enthaarungscreme und Epilation etwa durch Halawa (Sugaring), Brazilian Waxing, Kaltwachsstreifen, Epilierer, Pinzette oder dauerhaft durch Elektro- oder Laserepilation.

## Körperregionen

### Bikinizone

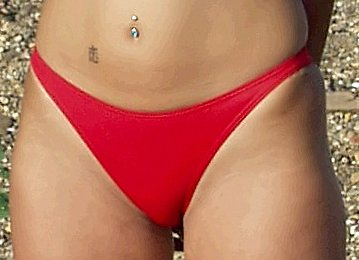
Bikinihose mit rasierter Bikinizone

Als „Bikinizone“ wird im Zusammenhang mit Haarentfernung umgangssprachlich die von Schamhaaren bewachsene Zone bezeichnet, die von einer Bikinihose nicht bedeckt wird. Da Größe und Form von Bikinihosen jedoch stark variieren, ist der Bereich nicht eindeutig definiert. Im Wesentlichen umfasst er die untere Bauchwand oberhalb der Schambeinfuge und Teile der Leisten beziehungsweise Teile der Oberschenkel.

### Genitalbereich
Zum Genitalbereich, auf dem Schamhaare wachsen, gehören
- bei der Frau:
  - die großen (äußeren) Schamlippen sowie
  - der Venushügel,
- bei Männern:
  - der Penisschaft,
  - der Hodensack und
  - der Bereich oberhalb der Schambeinfuge.

Das Perineum und der Bereich des Anus gehören auch zum Genitalbereich. Sie sind bei Männern in der Regel behaart, bei Frauen ist diese Behaarung unterschiedlich ausgeprägt.

## Geschichte

### Antike Hochkulturen
Schon im Altertum war es in verschiedenen Kulturen üblich, sich die Schambehaarung zu entfernen.
In den frühen Hochkulturen in Mesopotamien und Ägypten war die Entfernung von Körperhaaren bekannt. Vor 4000 bis 3000 v. Chr. wurden Haarentfernungsmittel aus Harzen, Pflanzenextrakten, Eselsfett, Fledermausblut und Pech verwendet. Auch geschliffene Steine und Muscheln wurden zur Haarentfernung verwendet.

#### Antikes Ägypten

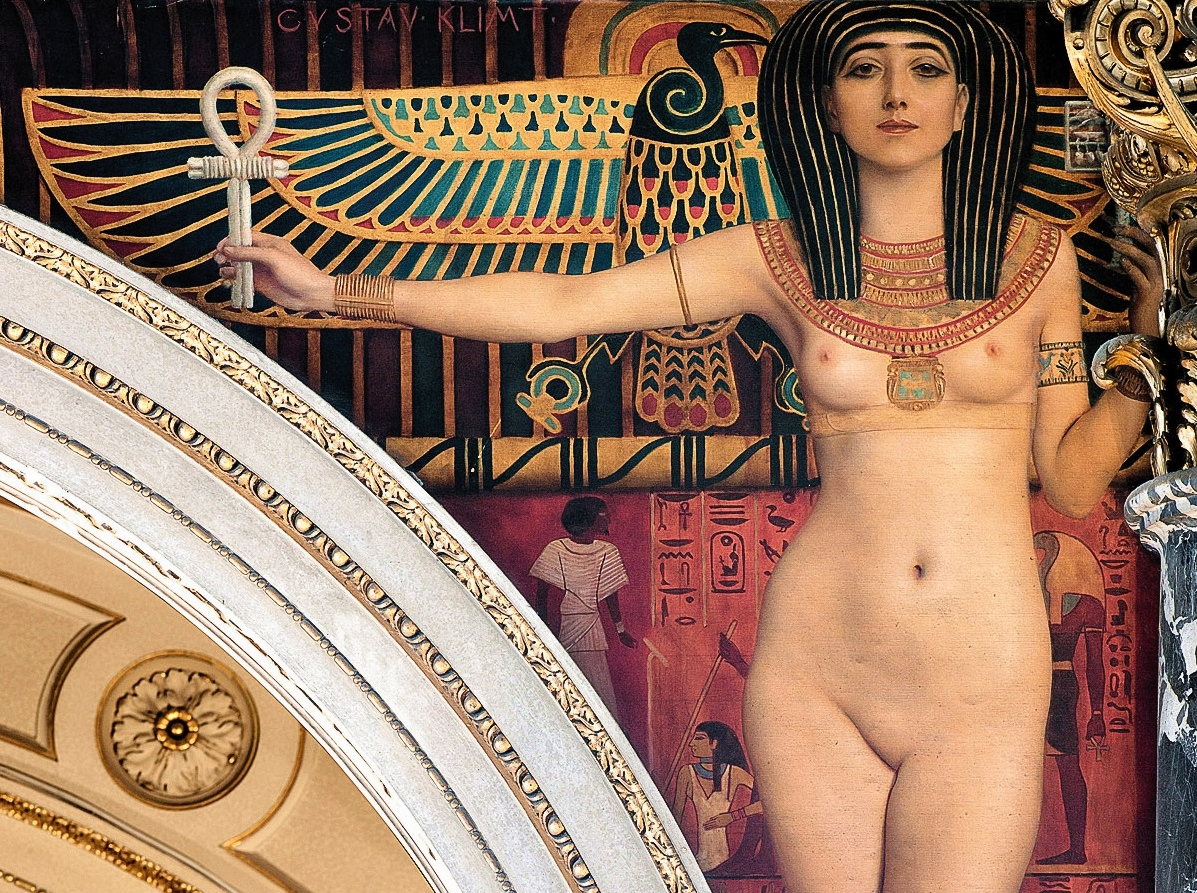
Ausschnitt des Wandbildes: „Griechische Antike und Ägypten“ von Gustav Klimt, Kunsthistorisches Museum Wien, 1891

Im alten Ägypten gehörte ein haarloser Körper zum Schönheitsideal. Frauen entfernten sich die Augenbrauen sowie die Körperbehaarung einschließlich der Schamhaare. Die Menschen rasierten sich eine Glatze und trugen aufwändige Perücken. Auch praktische Gründe spielten eine Rolle. Ohne Körperbehaarung war es für Parasiten wie Läuse oder Milben schwieriger, sich festzusetzen.
Auf ägyptischen Grabmalereien aus der Amarna-Zeit befinden sich Darstellungen von schamhaarlosen, nur mit Schmuck bekleideten Sklavinnen. Zur Haarentfernung wurden damals Bronzemesser oder Bienenwachs verwendet.

#### Antikes Griechenland
Im antiken Griechenland wurde die Schambehaarung mittels Epilation entfernt. Auch einige antike griechische Vasenmalereien zeigen nackte, bis auf das Haupthaar völlig unbehaarte Menschen. Aufzeichnungen aus der Zeit um 590 v. Chr. belegen, dass Freudenmädchen geschminkt und an der Scham epiliert waren. Es wurde dazu unter anderem arsenhaltiges Orpiment benutzt. Einigen Quellen zufolge soll bei Männern während der klassischen Epoche eine ausgeprägte Abscheu gegenüber Schamhaaren bei Frauen vorgeherrscht haben, mit der Folge, dass diese sich die Schambehaarung durchweg vollständig entfernten. Jedoch finden sich auch Darstellungen in der griechischen Kunst der Epoche, die Frauen mit Schamhaaren darstellen. Dass zumindest eine teilweise Schamhaarentfernung weit verbreitet war, wird jedoch als wahrscheinlich angesehen.

#### Antikes Rom
Die im großen Stil angelegten Badeanlagen im antiken Rom waren Zentren der Körperpflege. Römische Frauen entfernten sich Bein-, Achsel- und Schambehaarung.
Die Augenbrauen wurden mit Pinzetten ausgezupft. Der hygienische Aspekt wurde auch im Altertum von Ärzten beschrieben. Über die Verbreitung bei Bürgerinnen ist wenig bekannt. Neben oben beschriebenen Enthaarungsmethoden wurden die Haare auch mit groben Handschuhen oder sandpapierähnlichen Scheiben abgerieben. Ebenso waren andere, gesundheitsschädliche Methoden verbreitet, wie die Benutzung von Kalklauge oder arsenhaltigen Mitteln.
Durch die Eroberungen des antiken Rom gelangte die römische Bade- und Körperkultur in weite Teile Europas, Nordafrikas und den Orient.

### Mittelalterliches und frühneuzeitliches Abendland
In der hochmittelalterlichen Buchmalerei sind unbekleidete Männer und Frauen regelmäßig ohne Körperbehaarung dargestellt. Ob und in welchem Ausmaß deren Entfernung üblich war, lässt sich daraus nicht schließen. Eine Reliefdarstellung aus dem 12. Jahrhundert, die eine Frau beim Schneiden der Schambehaarung mit einer Schere darstellt, zeigt jedoch, dass die Praxis der Schamhaarentfernung zumindest bekannt war.
Ab dem 15./16. Jahrhundert erlangte die Entfernung der Schambehaarung in Europa noch eine andere Bedeutung. Mit der zunehmenden Hexenverfolgung wurden verschiedene Methoden entwickelt, welche die Verdächtigen „überführen“ sollten. Für die Nadelprobe suchte man ein Zeichen am Körper, das der Teufel hinterlassen haben sollte, einen Leberfleck oder eine Narbe. Die Delinquentinnen wurden am ganzen Körper epiliert oder rasiert. Da vor allem auf den Brüsten und in der Schamgegend das „Teufelsmal“ erwartet wurde, wurden die Frauen am ganzen Körper eingehend untersucht. Anschließend wurden die Opfer nackt vor Gericht geführt. Aber auch bei anderen Hexenproben wurden den Frauen alle Körperhaare entfernt, um ihnen dadurch die Zauberkraft nehmen zu können.
Im frühen 18. Jahrhundert galt ein glatter Intimbereich als Zeichen für Jungfräulichkeit und Hingabebereitschaft.

### Islam
Der sich seit dem Mittelalter ausbreitende Islam schreibt seinen Anhängern Sauberkeit und Körperpflege vor. Die Entfernung der Schamhaare gehört entsprechend der Fitra zur dort angenommenen natürlichen Veranlagung des Menschen, womit die angeblich gottgewollten Veränderungen am menschlichen Körper gemeint sind (weiterhin Beschneidung, Entfernung der Achselhaare sowie Schneiden der Nägel).
Muslime (Männer und Frauen) müssen sich nach den islamischen Reinlichkeitsregeln alle 40 Tage enthaaren. Frauen tun dieses aber in der Regel häufiger.
Im trockenen Wüstenklima, wo Wasser zu kostbar zum Waschen ist, gilt eine reduzierte Schambehaarung als vorteilhaft. Auch wenn ursprünglich hygienische Gründe die Ursache der religiösen Reinlichkeitsregel waren, so entwickelte sich daraus ein Schönheitsideal, das in den islamischen Ländern, speziell im arabischen Raum und im Osmanischen Reich beziehungsweise heute der Türkei verbreitet ist. Bassano de Zara, ein im osmanischen Reich lebender Italiener, schrieb um 1530, dass dort Schamhaare verabscheut würden.
Abgesehen davon übernahmen die Araber auch die römische Badekultur und errichteten Bäder, die Hammams. Neben Baden und Schwitzen wurde in den Hammams viel für die Schönheitspflege getan. Die Männer nutzten die Gelegenheit, um sich zu rasieren; die Frauen epilierten sich oder färbten sich die Haare.
In den Schriften von Usama ibn Munqidh (1095–1188) wird der Fall eines Kreuzfahrers aus dem Fränkischen Reich berichtet, der im damaligen Byzanz erstmals in einem Hammam mit der Schamhaarentfernung in Kontakt kam und dies begeistert aufnahm. Ibn Munqidh zufolge soll er die Entfernung seiner eigenen Schambehaarung verlangt haben und bekundete, diesen Brauch in seiner Heimat verbreiten zu wollen.

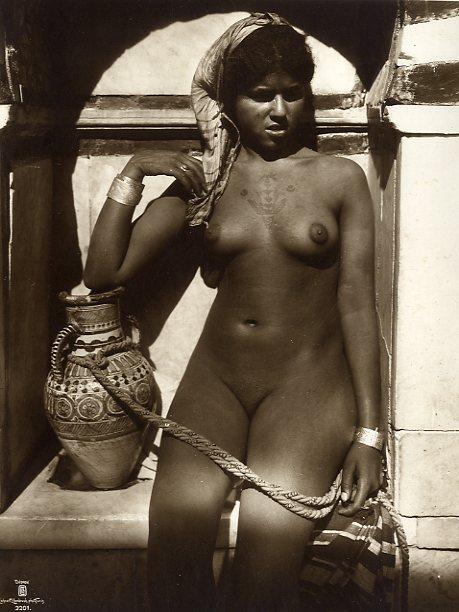
Frau in Ägypten, um 1900

Traditionell wurden im arabischen Raum den Frauen einen Tag vor der Hochzeit alle Haare bis auf die Kopfhaare, Wimpern und Augenbrauen im Rahmen einer Zeremonie entfernt (teilweise ist diese Tradition noch lebendig). Der haarlose Körper galt als Symbol der Unbeflecktheit und Ergebenheit. Zur Haarentfernung benutzte man im Orient Halawa, eine warme Paste aus karamellisiertem Zucker und Zitronensaft, die in dieser Region weiterhin ein gängiges Mittel der Haarentfernung ist, oder man riss sich die Haare mittels Fäden durch schnelle Bewegungen heraus.
Nach der Haarentfernung wird häufig eine als rusma bezeichnete Paste mit Calciumoxid aufgetragen, die das Nachwachsen der Haare reduziert. Bei regelmäßiger Anwendung führt dies nach einigen Jahren zu einer dauerhaften Entfernung der Schambehaarung. Mitunter wird der enthaarte Genitalbereich mit Henna gestaltet.

### Judentum
Im Judentum ist die Schamhaarentfernung eine Mitzwa. Bei der Zirkumzision von Konvertiten im Erwachsenenalter ist diese unumgänglich.

### Indigene Kulturen
In vielen indigenen Völkern ist die Entfernung der Scham- oder weitergehenden Körperbehaarung eine verbreitete kulturelle Tradition. In der Hochkultur der Azteken entfernten sich Frauen und Männer generell die komplette Körperbehaarung mit metallenen Pinzetten (Priester verwendeten goldene); die Schädel wurden kahlgeschoren.
Bei vielen afrikanischen Ethnien ist die Haarentfernung üblich, auch in der Genitalregion. Oftmals werden die Haare durch Auszupfen epiliert. Bei den Nuba in Afrika ist die Entfernung der Schambehaarung bei beiden Geschlechtern verbreitet.
Die Frauen der Huaorani in Südamerika reiben sich dazu die Stellen, an denen sie keine Haare wünschen, mit Asche ein, um die Haare anschließend leichter entfernen zu können. In Teilen Südamerikas werden die weiblichen Schamlippen als „vertikales Lächeln“ der Frauen bezeichnet, das nicht durch die Schambehaarung versteckt werden soll. Schamhaare werden als animalisch betrachtet.
Der portugiesische Geschichtsschreiber Pero Vaz de Caminha, der zusammen mit Pedro Álvares Cabral im Jahr 1500 Brasilien erkundete, dokumentierte in seinen Berichten, dass die Einheimischen im Intimbereich haarlos seien und sich dementsprechend ihrer Nacktheit nicht schämen würden. „…suas vergonhas tão altas e tão çarradinhas e tão limpas das cabeleiras que de as nós muito bem olharmos não tínhamos nenhuma vergonha.“

### Entwicklung im 20. Jahrhundert

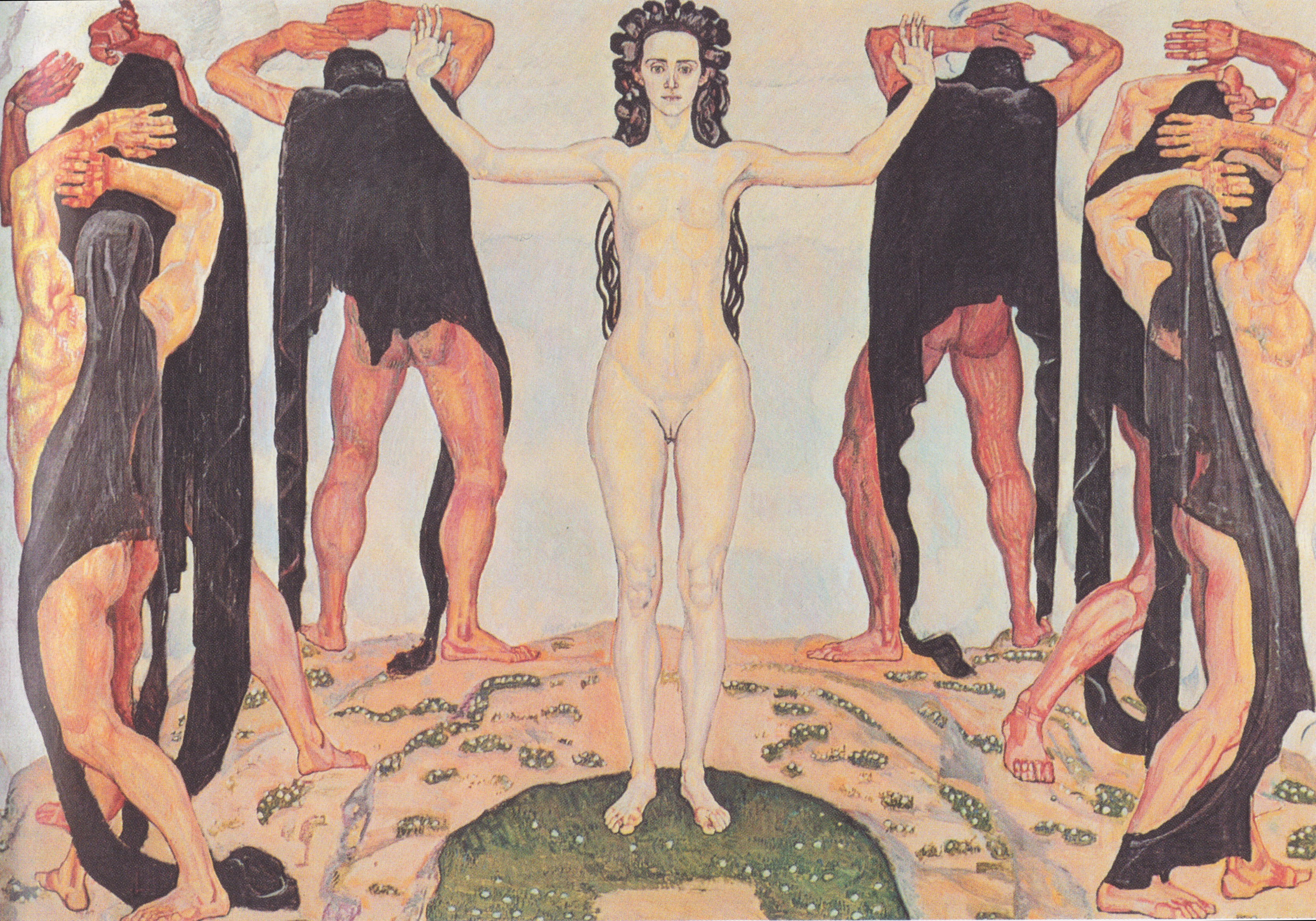
Gemälde "Die Wahrheit" von Ferdinand Hodler, 1903

Aktfotografie des frühen 20. Jahrhunderts

In den 1920er Jahren erfuhr die Intimrasur bei Frauen innerhalb der Bohème eine gewisse Beliebtheit. Die Intimrasur galt insbesondere unter Intellektuellen und Künstlerinnen als Symbol für die emanzipierte Weiblichkeit.
Dies endete mit der Zeit des Nationalsozialismus, wobei die „deutsche Frau“ dem Ideal entsprechend volle, ungekürzte Schambehaarung zu tragen hatte. Belegbar wird dies etwa in den Gemälden von Adolf Ziegler, der sich stark im Nationalsozialismus engagierte.
Auch in den folgenden Jahrzehnten war die Entfernung der Schambehaarung wenig verbreitet. Eine im Jahr 1968 durchgeführte Befragung in Australien ergab, dass nur etwa zehn Prozent der Frauen sich die Schamhaare vollständig entfernten, jedoch war das Stutzen der Schamhaare üblich. In den 1970er und frühen 1980er Jahren, die vom Einfluss der Hippie-Bewegung und deren Hang zur Natürlichkeit geprägt waren, wurde Körperbehaarung generell aufgewertet; üppige Schambehaarung war wieder üblich.
Erst ab den späten 1980er und 1990er Jahren setzte allmählich eine gegenläufige Entwicklung zu weniger Schamhaaren ein. Brazilian Waxing wurde 1994 in den USA eingeführt und Ende der 1990er Jahre durch Medienberichte bekannt. Im Jahr 2000 wurde Brazilian Waxing in einer Episode der beliebten HBO-Fernsehserie Sex and the City thematisiert, wobei sich eine Hauptdarstellerin (gespielt von Sarah Jessica Parker) einem Waxing unterzieht. Die Schamhaarentfernung wurde wiederholt in der Serie besprochen und in den breiteren Medien zunehmend als Thema behandelt. Der Trend zu immer weniger Schamhaar bis hin zu dessen vollständiger Entfernung lässt sich im Verlauf gut an Aktfotografien und erotischen Fotografien der letzten Jahrzehnte nachvollziehen.
Im September 2001 veröffentlichte der Playboy mit Fotos von Dalene Kurtis erstmals ein Playmate mit vollständig haarlosem Intimbereich, dessen Darstellung dort mittlerweile normal ist. Die zunehmende Verbreitung und leichtere Zugänglichkeit von Erotika und Pornografie seit den 1990er Jahren wird für den Trend zur Haarlosigkeit als mitverantwortlich betrachtet. Durch die damit einhergehende öffentliche Sichtbarkeit der Genitalien wird die Grundlage für gesellschaftliche Schönheitsnormen geschaffen. Auch die zunehmend liberaler gewordene Sexualmoral mit häufiger wechselnden Geschlechtspartnern führt zu einer Etablierung ästhetischer Normen für den Intimbereich.
Jedoch waren auch in der Pornografie bis in die 1980er Jahre Schamhaare mit wenigen Ausnahmen üblich. Die Autorin Susan Cokal macht die technische Entwicklung der späten 1980er Jahre für einen Wandel der Ästhetik in Pornofilmen verantwortlich: Waren pornografische Filme zuvor in Kinos oder privat mit Filmprojektoren zu sehen, konnten durch die Einführung des Videorekorders Pornos mit weniger Aufwand zuhause konsumiert werden, und die Vorspul- sowie Pausenfunktion ermöglichte einen selbstgestalteten Ablauf.
Dies habe zu einem geringeren Fokus auf die Handlung eines Films und zu einer stärkeren Fixierung auf die Genitalien geführt, die nunmehr öfter und größer im Bild und somit ästhetischen Maßstäben stärker unterworfen seien.
Generell lässt sich sagen, dass eine zunehmende Akzeptanz der öffentlichen Zurschaustellung bestimmter Körperbereiche bei Frauen eine Enthaarung jener nach sich zog. Dies gilt für Achseln und Beine genauso wie für den Genitalbereich. Knapper werdende Badebekleidung sowie die starke Präsenz von Nacktheit in den Medien tragen ihren Teil dazu bei, dass sich das ästhetische Empfinden für diesen Bereich verändert und Haare als störend empfunden werden.

### Entwicklung ab der Jahrtausendwende
Im westlichen Kulturkreis war die Verbreitung der Schamhaarentfernung periodischen Schwankungen unterworfen, stellte jedoch bis in die 1990er Jahre hinein kein Massenphänomen dar. Infolge zunehmender medialer Präsenz von Nacktheit setzte sich, dem Trend zur Enthaarung von Beinen und Achseln folgend, die Schamhaarentfernung in den USA und Europa durch. Das Bekenntnis zahlreicher prominenter Frauen, im Genitalbereich „haarlos“ zu sein, trug zur Popularität bei. Wegen der Totalrasur des Genitalbereichs durch bekannte Schauspielerinnen in Hollywood wird dies auch Hollywood-Style genannt.
Bei beiden Geschlechtern nahm die Entfernung der Schambehaarung ab der Jahrtausendwende zu, während noch bis in die 1990er Jahre hinein Schamhaare als normal angesehen wurden, stellte der teilweise oder ganz enthaarte weibliche Intimbereich vor allem unter jüngeren Menschen zunehmend eine soziale Normalität dar und wurde vom Sexualpartner, insbesondere bei Frauen, vielfach erwartet. Auch werden diese Ansichten aus kommerziellen Gründen von Produzentenseite gefördert.
Anfangs auf den Bereich der Bikinizone (Bikini Cut) beschränkt, folgte bald die Mode, nur einen schmalen Streifen über den Schamlippen (Brazilian Cut) stehen zu lassen. Als Erklärung für die zunehmende Haarlosigkeit im weiblichen Schambereich sieht der sich mit dem Thema befassende Sozialwissenschaftler Elmar Brähler verstärkte Schönheitsideale für diese Körperregion:

„Speziell für den Bereich der Intimrasuren bei Frauen lässt sich sagen, dass es die ‚neue‘ Sichtbarkeit der äußeren weiblichen Genitalien ist, die dazu führt, dass sich auch hier Schönheitsnormen herausbilden: Erstmals entwickelt sich eine allgemeingültige – für weite Schichten der Bevölkerung – verbindliche Intimästhetik. Eine bis dato primär zur Privatsphäre zählende Körperregion – die Schamregion – unterliegt fortan einem Gestaltungsimperativ.“

Eine repräsentative Studie mit 2512 Teilnehmern ergab im Juli 2009, dass in der Altersgruppe von 18 bis 25 Jahren ca. 55,2 % weibliche und 22,6 % männliche Befragte ihre Schamhaare ganz oder teilweise entfernten; in den Altersgruppen ab 31 Jahren sanken diese Werte hingegen sehr stark ab. Im Durchschnitt dieser von der Universität Leipzig vorgestellten Studie wurde die Intimrasur von ca. 18,4 % der Gesamtbevölkerung durchgeführt. Eine Studie der Bundeszentrale für gesundheitliche Aufklärung und der Universität Hamburg von 2009 befragte 160 Jugendliche im Alter von 16 bis 19 Jahren zu den Themen Körper und Sexualität. Die Studie ergab, dass sich 94 % der weiblichen und 81 % der männlichen Jugendlichen ganz oder teilweise die Schambehaarung entfernten. Eine nicht repräsentative Onlineumfrage der deutschen Zeitschrift Glamour unter über zehntausend ihrer (zumeist jungen) Lesern ergab im Sommer 2012 auf die Frage „Rasieren Sie sich im Intimbereich?“ folgende Werte: „Ja, komplett“ 69 %, „Ja, aber nur teilweise“ 15 %, „Ja, aber nur im Sommer die Bikinizone“ 4 %, „Nur wenn ich einen Sexpartner habe“ 5 %, „Ich benutze andere Enthaarungsmethoden“ 4 % und „Nein, ich mag es natürlich“ 2 %.
Diese Entwicklung spiegelten sich auch in den Medien wie dem Playboy wider: Im Rahmen einer systematischen, sozialwissenschaftlichen Untersuchung zur Darstellung des weiblichen Genitalbereichs in den Medien wurden Fotos im (amerikanischen) Playboy untersucht. Die Analyse aller Centerfolds von 1953 bis 2007 zeigte eine deutliche Abnahme der Schambehaarung. Eine weitere Analyse in der gleichen Veröffentlichung untersuchte 185 Fotos des Playboy (Printausgabe und Website) der Jahre 2007 und 2008: dabei hatten 61,2 % der Frauen die Schamhaare vollständig entfernt, 19,5 % teilweise und 18,9 % befanden sich im natürlichen Zustand.
Das aus Brasilien stammende Brazilian Waxing setzte sich seit der Jahrtausendwende, über die USA kommend, zunehmend auch in Europa durch. Dabei wird die Schambehaarung mit Heißwachs entfernt. Auch die dauerhafte Entfernung durch Laser-, Foto- oder Nadelepilation wird populärer.
Während in Deutschland weiterhin die Intimrasur das am weitesten verbreitete Verfahren darstellt, ist beispielsweise in Italien Brazilian Waxing die häufigste Methode zur Entfernung der Schamhaare.
Bei einer 2013 von dem im Gesundheitsbereich tätigen Unternehmen UK Medix durchgeführten Online-Umfrage antworteten 51 % von 1870 britischen Frauen, dass sie ihre Intimbehaarung nicht verändern oder frisieren, wobei 45 % bekannten, dass sie sich nicht mehr diesem Druck aussetzen würden und 62 %, dass ihr Partner natürliches Aussehen bevorzugen würde.

## Gesellschaftliche Verbreitung

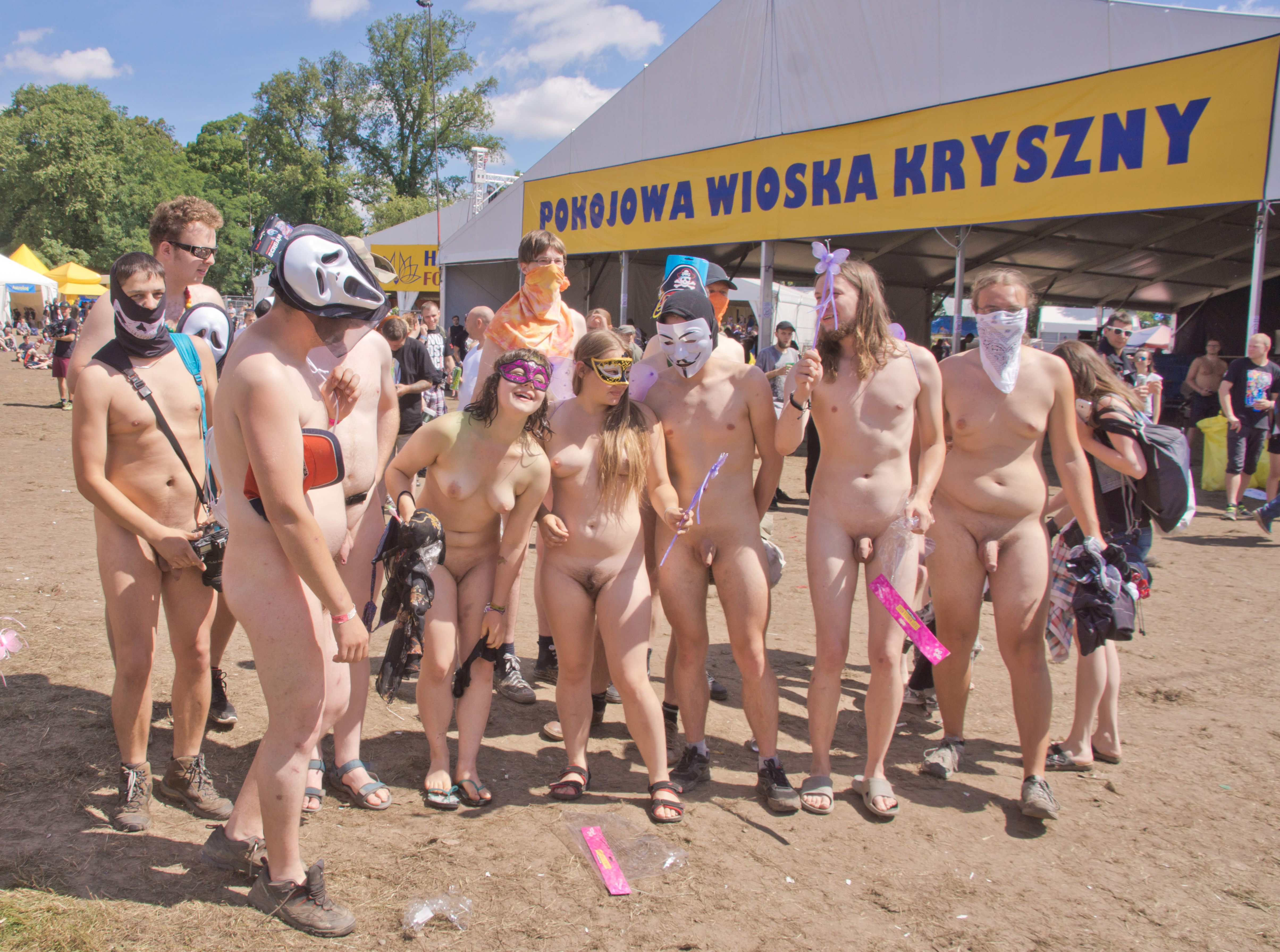
Trotz anhaltender Verbreitung der Schamhaarentfernung wird inzwischen auch natürliche Schambehaarung als akzeptabel angesehen (auf Pol’and’Rock Festival)

Die in den 1990er Jahren begonnene Zunahme der Schamhaarentfernung führte zu einer weiten gesellschaftlichen Verbreitung, die sich seit den 2010er Jahren auf gleichbleibend hohem Niveau konsolidiert hat. Der überwiegende Teil der erwachsenen Bevölkerung beiderleid Geschlechts entfernt Schamhaare teilweise oder vollständig, wobei der Anteil bei Frauen nach wie vor etwas höher liegt: Eine Metaanalyse aus dem Jahr 2019 ergab eine Gesamtprävalenz für Schamhaarentfernung bei beiden Geschlechtern von 75 %, die Prävalenz der männlichen Bevölkerung lag bei 74,14 % und die Prävalenz in der weiblichen Bevölkerung betrug 76,32 %, eine Metaanalyse von 2024 sogar eine Prävalenz bei Frauen von 93,54 %.
Die vollständige Entfernung stellt bei Frauen die am weitesten verbreitete Form dar, bei Männern ist dies ein Trimmen oder Stutzen der Schambehaarung. Es zeigen sich Effekte von Alter und Bildungsgrad, wobei mehr jüngere Personen und solche mit einem Universitätsabschluss Schamhaarentfernung praktizieren.
Die zunehmende Verbreitung und positive Einstellung gegenüber der Schamhaarentfernung führte in den 2010er Jahren zu einer gewissen sozialen Norm hin zur Entfernung, was mitunter als eine Stigmatisierung von Schambehaarung und Konformitätsdruck wahrgenommen wurde. Auch wenn seither eine Normalisierung bezüglich unterschiedlicher Ausprägungen und Stile stattgefunden hat und auch eine volle Schambehaarung wieder Verbreitung findet, wird von den meisten Menschen der unbehaarte Intimbereich als ästhetischer und angenehmer empfunden und häufig auch beim Sexualpartner gewünscht.
Deutlich wird die Einstellung auch, wenn man die unzähligen Gruppen zu diesem Thema in sozialen Netzwerken betrachtet, wo Mitglieder ihre eigene Haarlosigkeit als selbstverständlich darstellen oder diesbezügliche Anforderungen an den Partner oder die Allgemeinheit äußern. Insgesamt lässt sich aus der Analyse von Internet-Suchanfragen ableiten, dass das Interesse an Schamhaarentfernung in den Sommermonaten größer ist als im Rest des Jahres.

### Altersunterschiede
Die Verbreitung variiert stark zwischen den Altersgruppen – die Schamhaarentfernung ist bisher unter jungen Frauen weitaus stärker verbreitet. So ergab eine US-amerikanische Umfrage von den Zeitschriften Esquire und Marie Claire, dass der Anteil sich umgekehrt proportional zum Alter verhält. Während unter den 40- bis 50-jährigen Frauen 45 % ihr Schamhaar in natürlichem Zustand beließen, lag der Anteil unter den 20- bis 30-Jährigen bei lediglich 16 %.
Laut einer kanadischen Studie aus dem Jahr 2010, ist es für Gynäkologen in städtischen Regionen inzwischen ungewöhnlich, bei unter 30-jährigen Frauen eine volle Schambehaarung vorzufinden. Eine deutsche Gynäkologin bestätigte in einem Interview, bei den unter 30-Jährigen seien 90 % ihrer Patientinnen dort nahezu komplett enthaart. Erst bei den über 40-Jährigen seien es deutlich weniger.
Diese Befunde ließen sich in wissenschaftlichen Studien bestätigen. Eine 2005 in Großbritannien erstellte Studie ergab, dass sich 85,7 % der befragten Frauen die Schambehaarung ganz oder teilweise entfernen. Bei Frauen und Mädchen unter 20 Jahren lag der Anteil jedoch bei 91 %, Frauen über 50 Jahre taten dies immer noch zu 68 %. Ähnliche Ergebnisse, wenn auch etwas geringere Anteile, zeigten sich bei einer Studie in den USA im Jahr 2010. Der Anteil der Frauen, die ihre Schamhaare teilweise oder ganz entfernen, lag in der Altersgruppe 18–24 Jahre bei 87,6 %, in der Altersgruppe der über 50-Jährigen bei 48,3 % (siehe Grafik). Die Autoren führen als Erklärung für die Altersunterschiede folgende Gründe an:
- Junge Menschen sind statistisch im Vergleich zu älteren sexuell aktiver und haben auch eher wechselnde Partner. Dies kann dazu beitragen, der Ästhetik im Genitalbereich eine höhere Wichtigkeit zu geben.
- Einen Kohorteneffekt: die stärkere Verbreitung bei jungen Menschen ist primär ein Effekt des Geburtsjahrgangs und nur sekundär altersbedingt. Da die Entfernung der Schambehaarung erst seit den 1990ern üblich wurde, hat dies den größten Einfluss in den darauffolgenden Generationen. Das heißt, die Jugendlichen und jungen Erwachsenen, die heute die Schamhaare entfernen, werden das auch in höherem Alter weiterhin tun.

### Geschlechterunterschiede
Weltweit und historisch ist die Entfernung der Schamhaare bei Frauen weitaus häufiger zu finden als bei Männern. Erst seit dem Ende des 20. Jahrhunderts gibt es bei Männern einen zunehmenden Trend in diese Richtung, vor allem in den USA, zunehmend in Europa.
Einer nicht repräsentativen Umfrage eines Männermagazins im Jahr 2005 zufolge entfernen sich 61 Prozent der Männer die Schamhaare, eine Studie der Universität Leipzig (siehe oben) im Jahr 2008 kam auf 67 Prozent der befragten 95 Studenten, die sich vor allem die Achselhöhlen, den Genitalbereich oder den Oberkörper rasieren.
Eine repräsentative Umfrage zur Körperhaarentfernung im Jahr 2009 mit 2512 Deutschen zwischen 14 und 94 ergab: „Vor allem Jüngere bekennen sich zur Körperenthaarung (Frauen: Achselhöhlen, Beine und der Genitalbereich; Männer: Achseln und Genitalbereich): 66,7 Prozent der 14- bis 17-jährigen Frauen, um die 80 Prozent der 18- bis 30-Jährigen. Bei den Männern zwischen 18 und 30 Jahren mag es demnach nur ein Drittel enthaart, bei den 14- bis 17-Jährigen sind es knapp 20 Prozent. Bei den 31- bis 60-jährigen Frauen stutzen indes 67,3 Prozent regelmäßig Körperhaare, bei den Männern 20,2 (ohne Barthaare). Als Hauptgründe geben die Befragten das eigene Schönheitsideal und Hygiene an.“

### Frisieren des Schamhaars

Schamhaarschnitte; Terminologie ist dem „Brazilian Waxing“ angepasst. Dabei können die Frisuren individuell variieren und die abgebildeten Stile sind Beispiele

In den 1990er Jahren kam der Trend zu Frisuren auf. Häufige Frisuren sind ein vertikaler Strich/Balken in der Mitte (als Irokese oder Iro, Strichcode oder französische Intimrasur bezeichnet), ein Dreieck, ein Pfeil mit der Spitze nach unten, eine Raute, ein Blitz oder andere, meistens geometrische Muster, oftmals vertikal symmetrisch.
Bei Frauen ist der vertikale Irokese dabei eine der beliebtesten Formen, da die Wirkung unabhängig von der Dichte der Schamhaare ist. Bei dieser Frisur sind meistens die Schamlippen rasiert und damit sichtbar. Der vertikale „Iro“ wird entweder gekürzt oder als kompletter Streifen bis hinunter zu den Schamlippen getragen. Flächige Formen wie Dreieck, Herz oder V sind nur bei dichter, sehr dunkler oder gegebenenfalls gefärbter Schambehaarung wirkungsvoll.

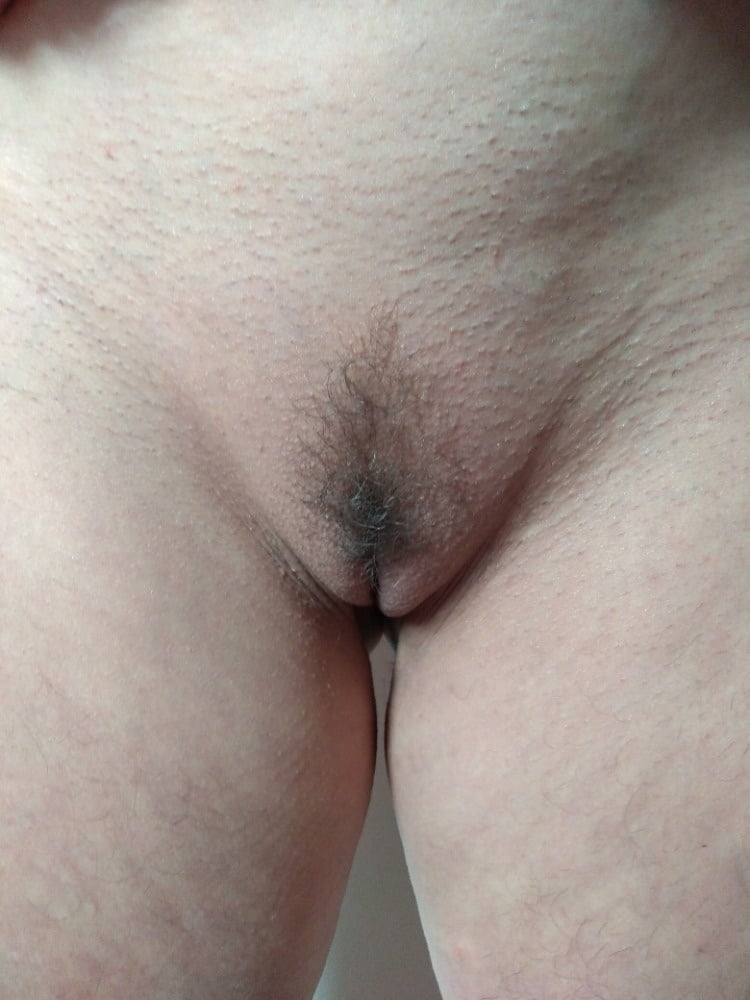
Getrimmte Schambehaarung bei einer Frau
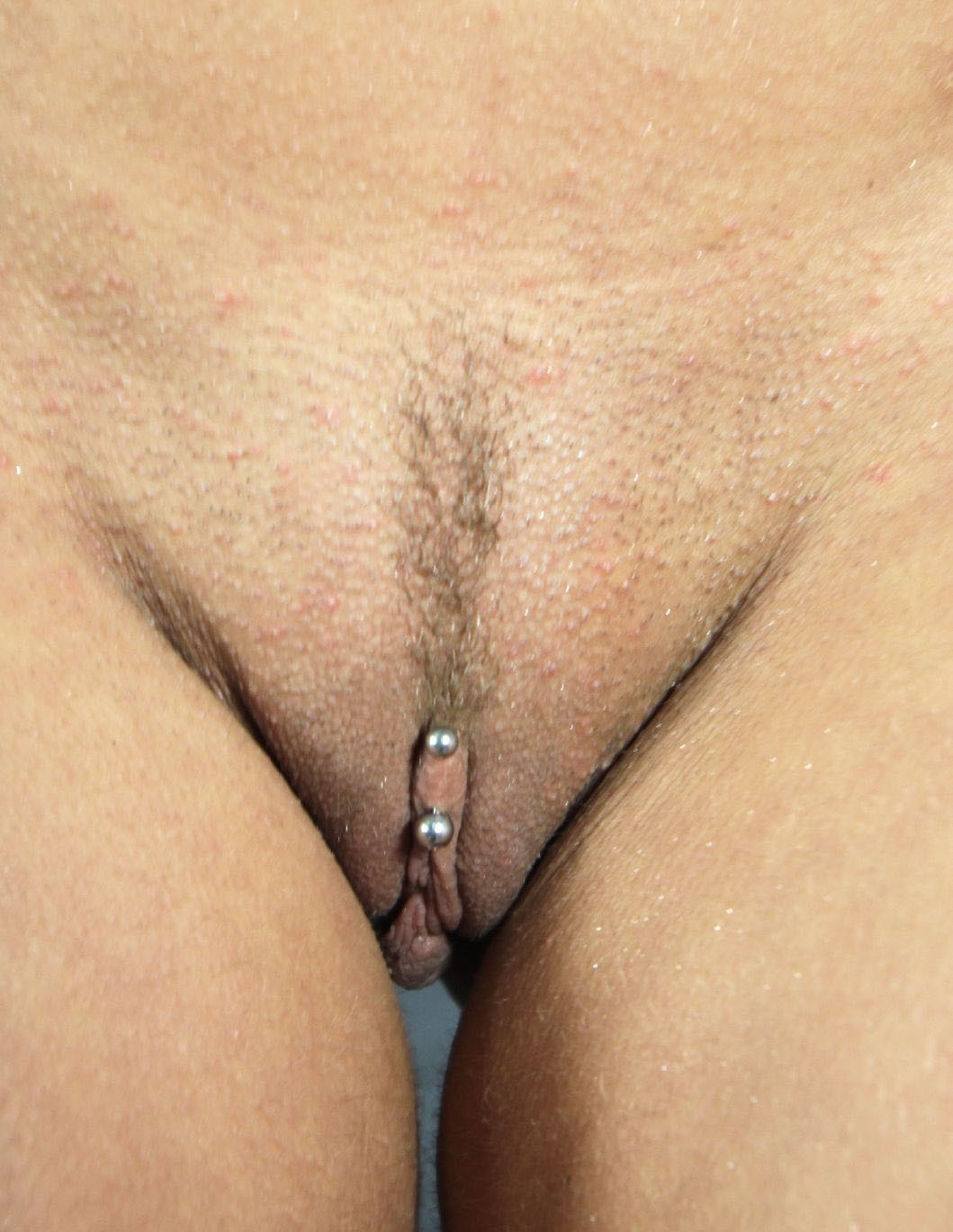
„Iro“ oder „Landing Strip“ bei einer Frau
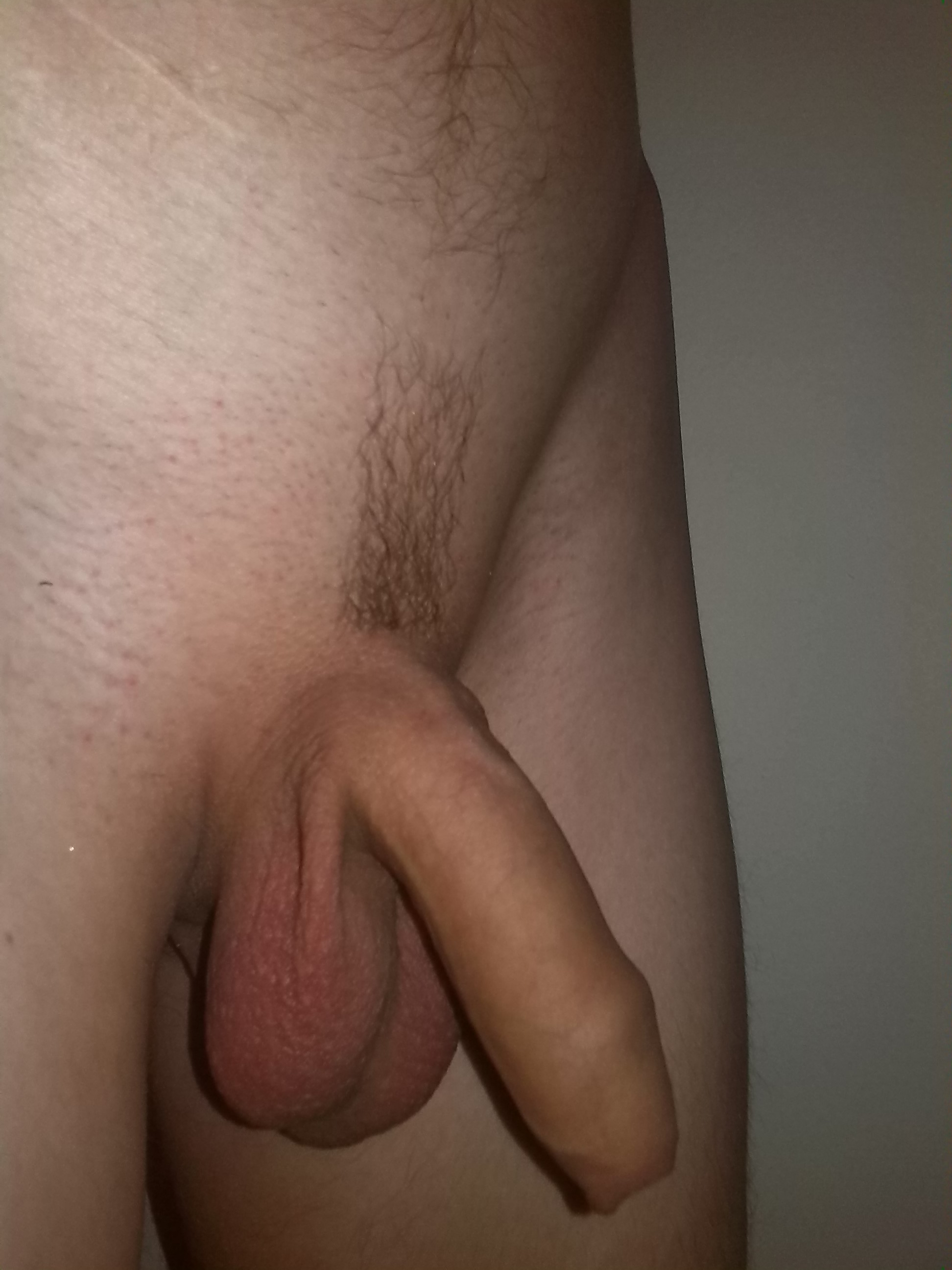
„Iro“ bzw. „Landing Strip“ beim Mann

## Verfahrensübersicht
Es existieren verschiedene Verfahren zur Entfernung der Schamhaare. Die „Intimrasur“ (also die Haarentfernung mittels Rasierer) ist am üblichsten und am weitesten verbreitet, gefolgt von der temporären Epilation (mittels elektrischem Epilierer oder Brazilian Waxing). Laut einer US-amerikanischen Erhebung (2013) entfernten sich 67 % der Bevölkerung die Schamhaare mittels Rasierer, 6 % mittels Brazilian Waxing und 1–2 % haben sich die Schamhaare elektrolytisch oder lasergestützt dauerhaft entfernen lassen.
Auch spätere Erhebungen in anderen Ländern und Kulturkreisen ergaben ein ähnliches Muster: die meisten Personen entfernen selbst bei sich die Schambehaarung, überwiegend mittels Rasur, gefolgt von Epilation; der Anteil der professionellen Haarentfernung ist im Vergleich gering.
Die unterschiedlichen Methoden gehen jeweils mit Vor- und Nachteilen einher. Die erreichbare Qualität und Glätte nach der Enthaarung und Dauer bis zum Nachwachsen der Haare unterscheiden sich wesentlich. Ebenso gehen die Verfahren mit unterschiedlichen Kosten einher und können unter Umständen mit Schmerzen oder anderen Problemen verbunden sein.
|                      | Ergebnis                                                                       | Dauerhaftigkeit | Schmerzhaftigkeit                                          | gesundheitliche Risiken | geschätzte Kosten* |
| -------------------- | ------------------------------------------------------------------------------ | --- | ---------------------------------------------------------- | --- | --- |
| Rasur                | nur unmittelbar nach der Rasur glatt                                           | nach wenigen Stunden erste Stoppeln, tägliche Anwendung nötig | keine bis leicht                                           | Möglichkeit der Verbreitung eventuell vorhandener Infektionen (z. B. HPV) – unter Umständen trockene Haut, leichte Rötung, Pickel oder eingewachsene Haare | je nach System und Häufigkeit, 1–10 € im Monat |
| Enthaarungscreme     | nur unmittelbar nach der Anwendung vollständig glatt, Produktqualität variiert | nach wenigen Stunden erste Stoppeln, tägliche Anwendung nötig | keine                                                      | enthält reizende Wirkstoffe, kann allergische Reaktionen auslösen, Schleimhäute irritieren und bei Augenkontakt zu Erblindung führen                       | je nach Produkt und Häufigkeit, 5–15 € im Monat |
| temporäre Epilation  | zirka einen Monat lang vollständig glatt                                       | 1 bis 1,5 Monate bis zum Nachwachsen der Haare mit dünner, weicher Spitze (keine Stoppeln), danach ist Übergangsphase von etwa einer Woche nötig, bis die Haare die notwendige Länge haben (2–4 mm) | anfangs eher hoch, nimmt mit der Anzahl der Anwendungen ab | wie bei Rasur | bei einem Epiliergerät einmalig 40–100 €, bei Halawa, Warmwachs bzw. Brazilian Waxing in Heimanwendung sehr gering (1–10 € im Monat), Kaltwachsstreifen 10 € im Monat, bei Anwendung in einem Studio sind höhere Preise zu erwarten (10–50 € im Monat) |
| dauerhafte Epilation | dauerhaft vollständig glatt; Nachteil: lässt sich nicht rückgängig machen      | dauerhaft, allerdings oft mehrmalige Anwendungen (3–6) in etwa zweimonatigem Abstand nötig | mittel                                                     | Hautirritationen und Reizungen | einmalig 300–600 € (pro Behandlung 100 €, zirka 3–6 Behandlungen in monatlichem Abstand nötig) |

| eher vorteilhaft | mittel bzw. vom Verfahren abhängig | eher nachteilig |

* Anmerkung: Die genannten Kosten sind als Richtwerte zu verstehen und sind abhängig von Anbieter oder Studio sowie von Stärke und Ausmaß der Schambehaarung.

## Mögliche Probleme

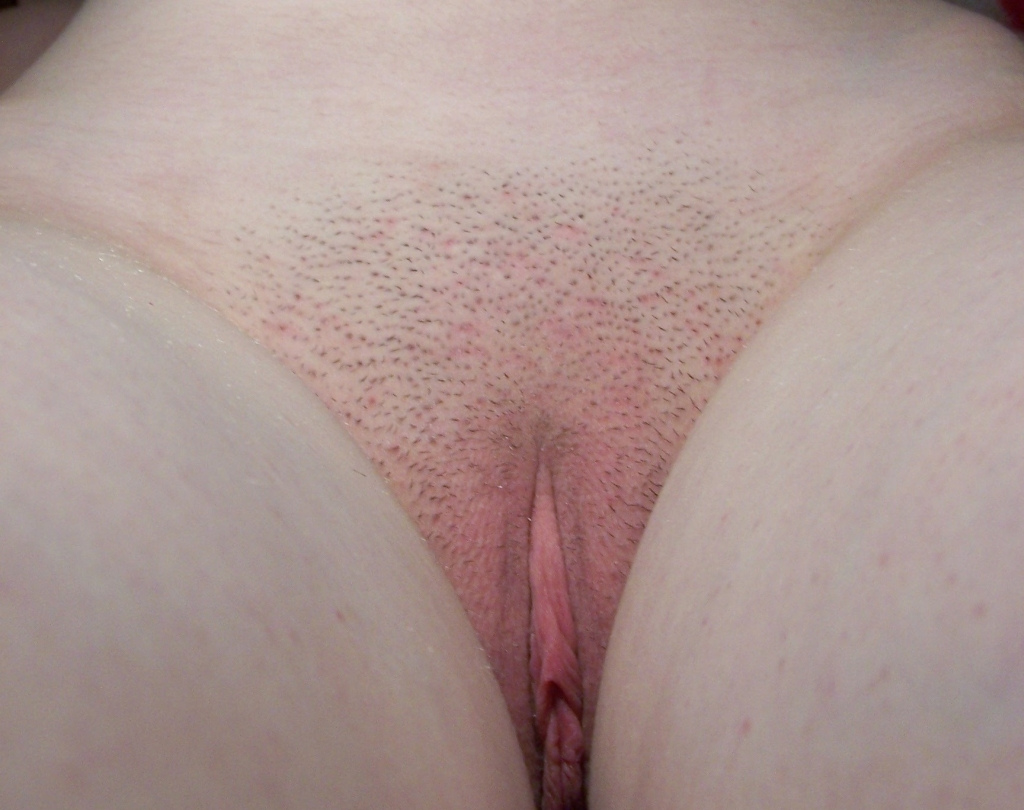
Follikulitis auf dem Venushügel nach Nassrasur

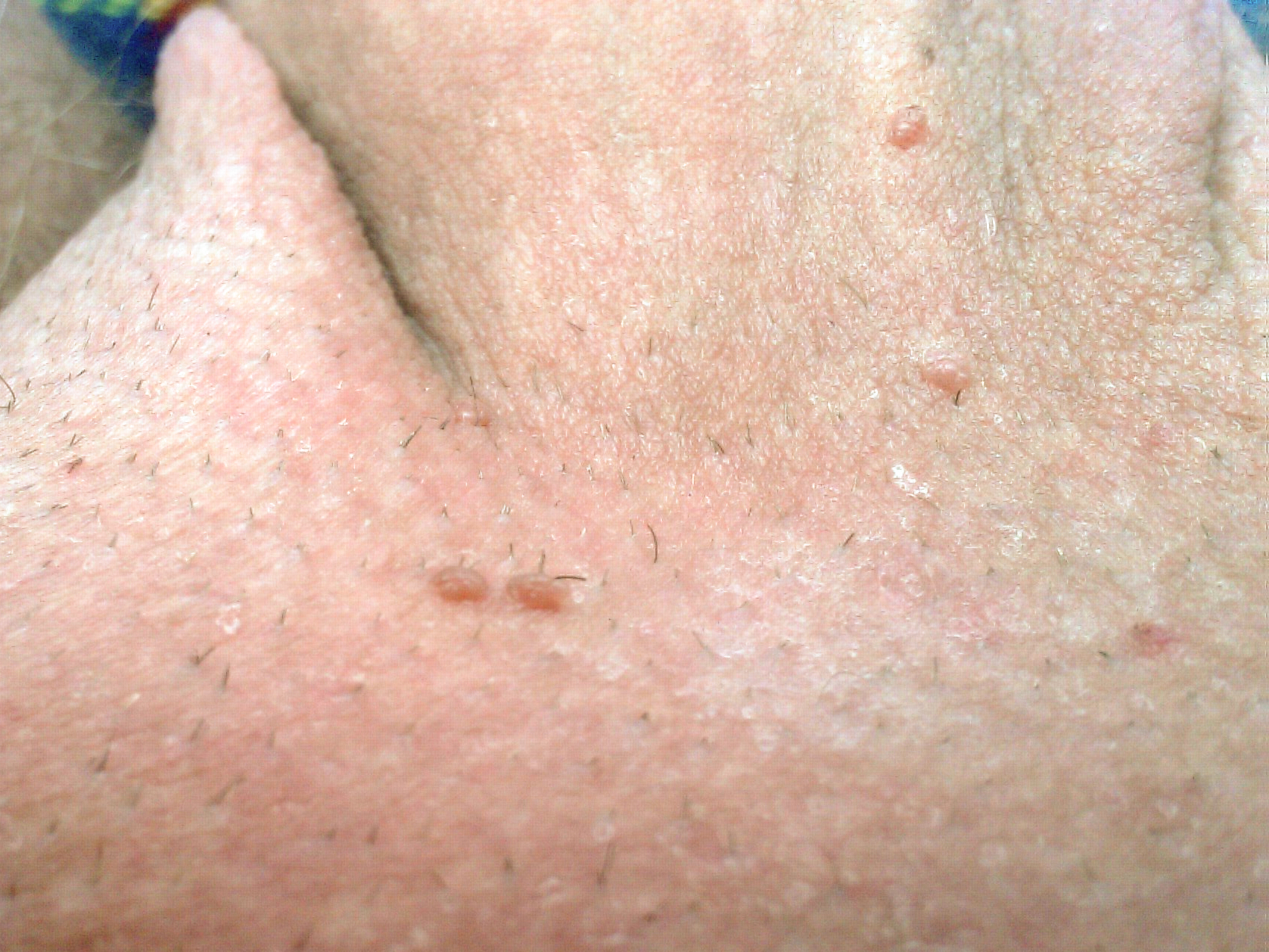
Feigwarzen durch HPV im rasierten Schambereich an der Peniswurzel

### Intimrasur
Im Rahmen einer bereits bestehenden Infektion mit Humanen Papillomviren kann eine Schamhaarrasur zu einer Infektion mit Feigwarzen in der zuvor nicht betroffenen Genitalregion führen.
Bei der Nassrasur besteht die Gefahr von Schnittverletzungen. Eine Folge der Intimrasur kann die Bildung von Entzündungen, Pusteln und eingewachsenen Haaren in den Folgetagen nach der Rasur sein. In Extremfällen können durch derartige Entzündungen auch Abszesse entstehen. Diese Probleme treten vor allem bei der erstmaligen Rasur auf sowie bei der Rasur nach längerer Unterbrechung. Sie reduzieren sich bei vielen Menschen von selbst bei regelmäßiger Nachrasur. Dies ist aber nicht in allen Fällen so, da entstandene Pickel durch das „Nachrasieren“ wieder geöffnet werden können und anfangen können zu bluten. Hilfreich sei auch die Anwendung von beruhigenden Substanzen (wie Lotionen oder Babypuder) oder heilfördernden Substanzen (wie Dexpanthenol) direkt nach der Rasur, da dadurch die rasierte Haut besser heilen kann und Juckreiz, Reibung sowie Pickelbildung verhindert werden können. Alkohol- und/oder zusatzstoff-haltige Öle oder Cremes können zu Jucken, Hautreizungen, Entzündungen und eingewachsenen Haaren führen. Speziell entwickelte Rasieröle, Rasierseifen und Cremes sollen das Auftreten kleiner Verletzungen und Pickel verringern. Auch können Produkte zur medizinischen Haut- und Schleimhautdesinfektion verwendet werden, beispielsweise Produkte mit dem Wirkstoff Octenidin. Diese sind rezeptfrei in Apotheken erhältlich.
Ein gelegentlich unterstellter Zusammenhang zwischen Intimrasur und Vaginalpilzen oder bakteriellen Infektionen besteht jedoch nicht.

### Waxing und Epilation
Der Hauptnachteil bei allen Formen der Epilation, sei es beim Brazilian Waxing oder mit einem Epilierer, liegt in den damit einhergehenden Schmerzen. Die Schmerzempfindung kann zwischen Personen stark variieren. Sie können zwar durch Auftragen von anästhetisch wirkender Creme reduziert werden, gleichwohl wird die Prozedur von den meisten Menschen zumindest als unangenehm empfunden. Der Vorteil liegt dafür in weitaus längerer Haarlosigkeit, mit der Zeit abnehmenden Haaren und keinen Stoppeln.

## Einstellungen gegenüber der Schamhaarentfernung

### Geschlechterspezifische Präferenzen
Befunde aus psychologischen Studien deuten darauf hin, dass für Männer und Frauen unterschiedlich starke normative Erwartungen für die Haarentfernung vorliegen. Im Vergleich zu Frauen berichten Männer von einer geringeren Erwartungshaltung bezüglich der Schamhaarentfernung. Entsprechend wird weniger sozialer Druck empfunden, diese auch entfernen zu müssen, um als attraktiv zu gelten. Während weibliche Schambehaarung, insbesondere unter Jugendlichen, vielfach als unhygienisch betrachtet wird, ist männliche Schambehaarung in der allgemeinen Einstellung weniger tabuisiert. Männer hingegen zeigen stärker eine klar ablehnende Haltung gegenüber weiblicher Schambehaarung. So geben rund 30 Prozent der Männer an, dass ein unrasierter Intimbereich bei einer Frau ein Grund für sie wäre, keinen sexuellen Kontakt einzugehen.

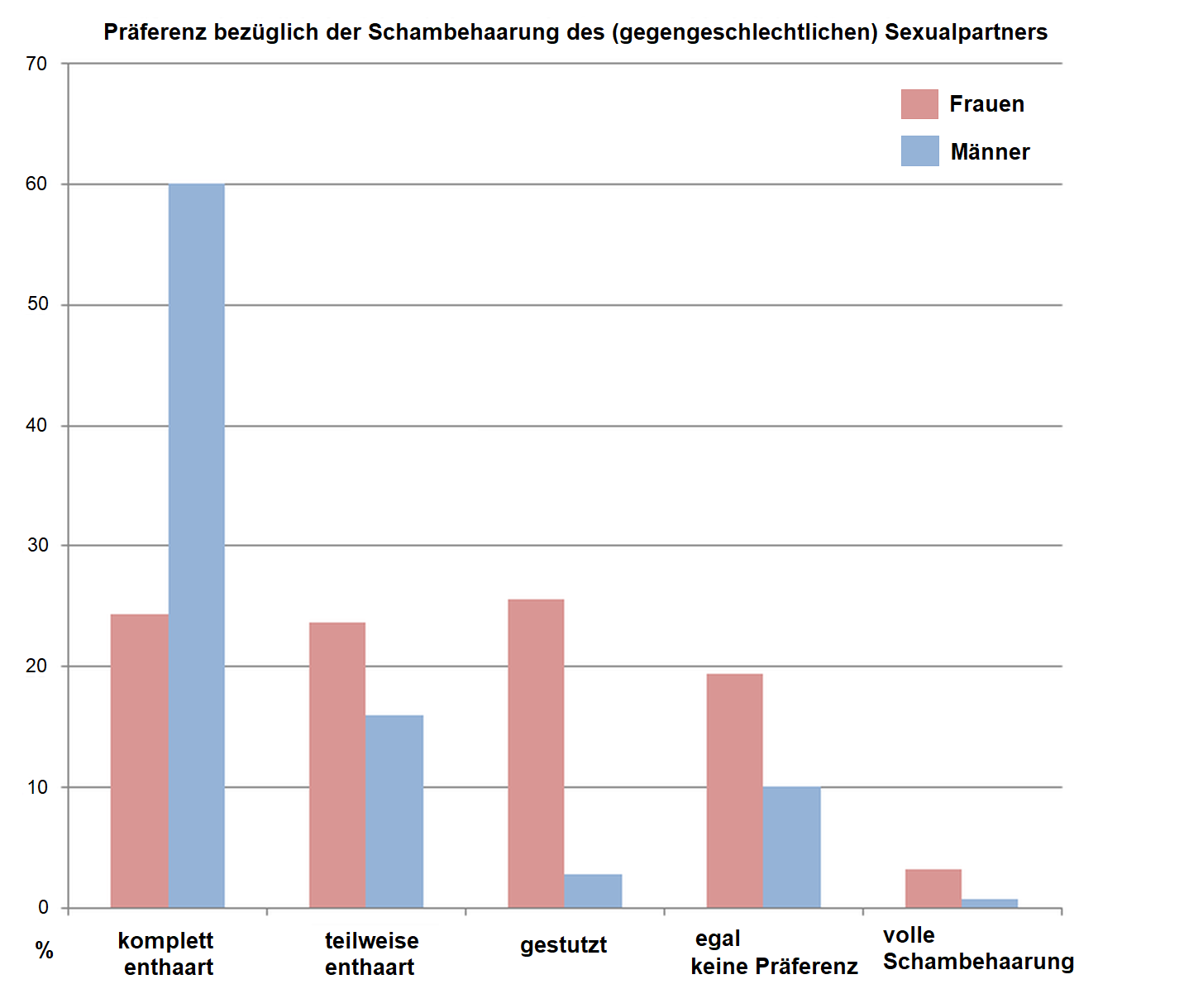
Geschlechterspezifische Präferenzen für die Schambehaarung des (gegengeschlechtlichen) Partners bei Frauen und Männern, Quelle: Pubic Hair Preferences, Reasons for Removal, and Associated Genital Symptoms: Comparisons Between Men and Women (2014)

Die Befunde gelten für junge Erwachsene („Undergraduate“, 19–24 Jahre), inwiefern sie auf ältere Menschen übertragbar sind, ist unklar. Studien weisen darauf hin, dass sich die Vorliebe für Körperhaare im Alter ändern kann (so zeigen alte Frauen (nach den Wechseljahren) eine Präferenz für männliche Körperbehaarung, jüngere Frauen hingegen für Haarlosigkeit).
Einer Umfrage der Männer- und Lifestylezeitschrift GQ aus dem Jahr 2005 zufolge bevorzugen 46 % der Männer bei Frauen einen haarlosen Genitalbereich, 29 % bevorzugen einen schmalen Strich (Landing Strip) und 11 % ein Dreieck auf dem Venushügel. Individuelle Muster werden von 6 % der Männer geschätzt und 8 % mögen natürliche Schambehaarung. Umgekehrt mögen 70 % der Frauen einen vollständig enthaarten Intimbereich, 27 % bevorzugen gestutzt und nur 3 % mögen natürliche Schambehaarung.
Laut einer Umfrage von Jolie-Lesern im Jahr 2010, bevorzugen 65 Prozent einen vollständig haarlosen weiblichen Intimbereich, unrasierte Schamhaare werden von 75 Prozent der Befragten „komplett abgelehnt“.
Im Rahmen einer 2011 von TNS Infratest unter 4100 Deutschen durchgeführten Umfrage im Auftrag der Drogeriekette Schlecker ging hervor, dass 50 Prozent der Frauen bei Männern einen haarfreien Intimbereich wünschen, 83 Prozent der Männer lehnen Schamhaare bei Frauen ab.
In einer 2014 durchgeführten Erhebung wurden über 1000 männliche und weibliche US-amerikanische Studenten aus dem Mittleren Westen befragt, wie sie die Schambehaarung beim jeweiligen Geschlechtspartner bevorzugen. Während Männer eine starke Präferenz für eine vollständig entfernte Schambehaarung zeigten, war das Verhältnis bei Frauen ausgeglichener (siehe Grafik).

### Motive für die Schamhaarentfernung
Die Schamhaare werden überwiegend aus ästhetischen Gründen entfernt, das heißt, um eigenen oder fremden Schönheitsvorstellungen zu entsprechen. Viele Frauen geben an, sich ohne Schambehaarung femininer und attraktiver zu fühlen. Auch Hygiene und Sauberkeit wird mit der Schamhaarentfernung verbunden: obwohl keine objektive, medizinische Notwendigkeit für eine Entfernung der Schambehaarung vorliegt, werden Schamhaare vielfach subjektiv als unhygienisch empfunden. Auch gesellschaftliche und soziale Normen spielen als Motiv eine Rolle.
In einer wissenschaftlichen Erhebung in Australien unter dem Titel: „Why are Australian women choosing permanent pubic hair removal?“ wurden Frauen nach ihren Gründen für die Enthaarung befragt. Dabei gaben 75 Prozent ästhetische Gründe an, 71 Prozent sahen hygienische Vorteile und 17 Prozent nannten kulturelle Gründe. Auch auf die Sexualität fanden sich positive Einflüsse: 60 Prozent spürten ohne Schamhaare mehr beim Sex. Als möglicher Grund wird der direktere Hautkontakt ohne Schamhaare gesehen.
Die bei der Schamhaarentfernung zurückbleibende glatte, haarlose Haut wird mitunter als angenehm beziehungsweise auch als erotisch angesehen. Daneben wird oft angegeben, dass das Gefühl beim Geschlechtsverkehr, besonders beim Oralverkehr, ohne Intimbehaarung angenehmer sei. Es kann auch das Rasieren an sich durch den Partner als erotisch empfunden werden.
In einer Befragung unter sexuell aktiven amerikanischen Frauen korrelierte die teilweise oder vollständige Entfernung mit einem positiveren genitalen Selbstbild und erfüllterer Sexualität. Auf einen Zusammenhang zwischen der Intimrasur und dem Körpergefühl beim Geschlechtsverkehr deutet die Korrelation mit sexueller Aktivität hin: ein glatter Intimbereich wird vom Sexualpartner als angenehmer erlebt und es besteht ein positiver Zusammenhang zwischen der Häufigkeit des Geschlechtsverkehrs und der Schamhaarentfernung.

### Motive gegen die Schamhaarentfernung
In der Presse und in Frauenzeitschriften wurde Mitte der 2010er Jahre über einen Trend berichtet, nach dem Schamhaar wieder als ästhetisch oder zumindest akzeptabel galt.
So haben in dieser Zeit vermehrt auch weibliche Prominente wie Gwyneth Paltrow oder Madonna gesagt, sie hätten Körperbehaarung oder Schamhaare. Andere, vor allem Frauen, wehrten sich gegen den sozialen Druck, in jedem noch so intimen Bereich ihres Lebens einem gesellschaftlichen Ideal entsprechen zu müssen. In sozialen Medien wie Instagram wurde Protest laut, als ein Bild gelöscht worden war, das eine Frau von sich eingestellt hatte. Die Verantwortlichen hatten dies damit begründet, dass in der Bikinizone Schamhaare sichtbar gewesen seien. Ein erheblicher Teil der Bevölkerung, vor allem Männer, ist indifferent und möchte sich selbst nicht den Mühen einer Haarentfernung unterziehen. Manche sehen Körper- und Schamhaare als Teil ihrer Natur an, manche sehen darin auch einen eigenen Reiz. So schreibt die Schauspielerin Cameron Diaz, dass Schamhaare sexy seien, weil sie wie eine Verpackung oder ein Vorhang nicht gleich den Blick auf alle Geheimnisse offenbaren und dadurch sowohl verführerisch als auch mysteriös seien. Insbesondere bei einer irreversiblen Schamhaarentfernung sei es im Alter oder bei einem Wandel des Schönheitsideals nicht mehr möglich, die Genitalien auf einfache Weise vor direkten Blicken zu schützen. Auch die Schauspielerin Christine Kaufmann bekundete in einem Interview:

„Ich möchte eine Lanze für mehr Schamhaar brechen, weil ich es ästhetisch finde.“

Dem Fotografen Dian Hanson zufolge sähen vollständig enthaarte Frauenkörper zu sehr „nach 1990er-Jahre-Stil“ aus; der ungezwungene Umgang von Frauen mit der Schönheit ihrer Schambehaarung wird als Rückkehr zur Normalität empfohlen.
Das Schönheitsideal des entfernten Schamhaars bietet auch Möglichkeiten für bewusste Abweichungen in Form von Subkulturen. Die „Bear Community“ (dt. „Bärengemeinde“) wendet sich stolz ihrer Körperbehaarung zu und entwickelt einen Kult um diese. Unter dem Motto „Mein Busch gehört mir!“ wird Toleranz gegenüber Menschen mit Schamhaaren eingefordert. Während bis in die 1980er Jahre vollständig rasierte Genitalien der Fetischpornografie angehörten, werden in der aktuellen Pornografie fast ausschließlich Menschen mit ganz oder teilweise enthaartem Genitalbereich gezeigt. Daher hat sich ein Nischenmarkt für Schamhaarfetischismus gebildet, der auf Frauen mit natürlicher Schambehaarung spezialisiert ist.

## Kritik an der gesellschaftlichen Norm der Enthaarung
Nachdem schon in den 1980er und 90er Jahren die weibliche Bein- und Achselbehaarung eine gesellschaftliche Missbilligung erfahren hat, vollzog sich zum Ende der 2000er Jahre bezüglich der Schambehaarung ein ähnlicher Prozess. Schamhaare werden vor allem von vielen jüngeren Menschen als eklig, unhygienisch und störend empfunden. Als beispielsweise bei einer Unterwäsche-Kampagne der Modemarke American Apparel Schamhaare zu sehen waren, wurde dies als „provokant“ gewertet:

„Nicht die Freizügigkeit der Kampagne provozierte das große Medienecho, sondern die Tatsache, dass das Model Schamhaare hat. Die Norm der Haarlosigkeit ist inzwischen so weit durchgesetzt, dass Haare an Frauenkörpern zu Empörung, Ekel und Ablehnung führen.“

Auf einen ähnlichen Schockeffekt zielte die Tierrechtsorganisation PETA in einer Kampagne mit Joanna Krupa ab, in der diese mit künstlichen, aus der Bikinihose wuchernden Schamhaaren dargestellt wurde. Die Botschaft dazu lautete, dass „Pelz“ unattraktiv macht („fur trim: unattractive“). Die Kampagne wurde dafür kritisiert, die Stigmatisierung von Schambehaarung für ihre Zwecke auszunutzen:

„Das ist kein ‚lustiger‘ Weg, die Aufmerksamkeit auf die Pelzindustrie zu lenken. Es ist ein Weg, die Aufmerksamkeit auf PETAs Idiotie zu lenken, indem man Schamhaare dem Tierfell gleichsetzt und es ‚unattraktiv‘ nennt, das ist alles. Niemand, der diese Anzeige sieht, wird sagen: ‚Oh mein Gott, ich mache jede Woche Brazilian Waxing und ich möchte definitiv, dass meine Garderobe das widerspiegelt, also sollte ich aufhören, Hasenpelz zu tragen!‘“

Wenn auch für Frauen diese Norm stärker ausgeprägt ist, gilt es auch unter Männern zunehmend als gepflegter, sich die Schamhaare zu entfernen. In einer Umfrage von 2011 gaben über die Hälfte aller Männer und Frauen zwischen 20 und 35 Jahren an, sie würden davon ausgehen, dass mögliche Sexualpartner einen enthaarten Intimbereich erwarten.
In einer wissenschaftlichen Studie zeigten Männer eine klare Präferenz für unbehaarte Frauen, Frauen mit Körperbehaarung wurden nicht nur als unattraktiver, sondern auch als weniger intelligent, unhygienisch und ungesellig angesehen. Mitunter wird eine vornehmlich „US-amerikanische Angst vor behaarten Frauenkörpern“ postuliert, für die entweder Homophobie oder die übertriebene Angst vor Krankheitserregern verantwortlich sei.
Mitunter werden abwertende Kommentare von Sexualpartnern oder kritische Blicke, beispielsweise in der Sauna, als Auslöser angegeben, die zur Entfernung der Schambehaarung führten.
Manche Feministinnen äußern, die Entfernung von Körperbehaarung bei Frauen stelle eine Unterwerfung der Frauen gegenüber männlichen Wünschen und Erwartungen dar und sei ein Ausdruck der zunehmenden Sexualisierung und Pornografisierung der Gesellschaft. Es wird behauptet, die Schamhaarentfernung diene dazu, die sexuelle Handlungsfähigkeit von Frauen zu kontrollieren, sie sei nicht von den Frauen selbst gewünscht, sondern eine Übernahme patriarchalisch-chauvinistischer Zwänge. In diesem Zusammenhang wird von einigen Personen auch kritisiert, dass die Genitalien vorpubertärer Kinder nachgeahmt würden.

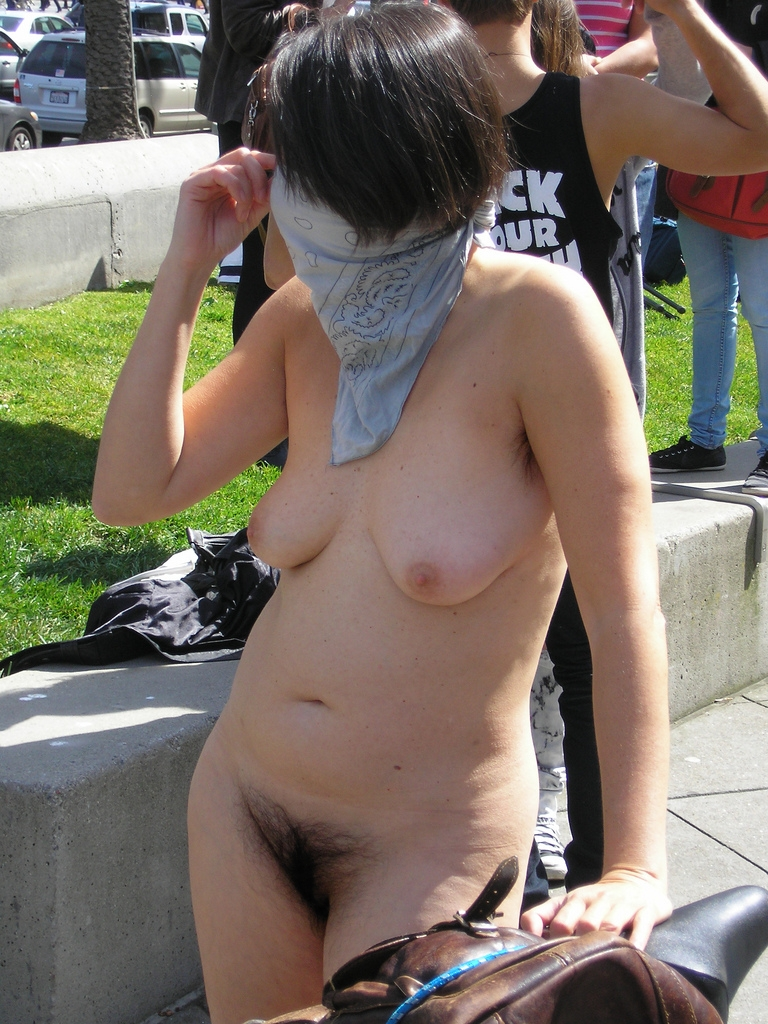
Nackte Frau mit Schambehaarung in der Öffentlichkeit

Im Rahmen des Sex-positiven Feminismus gibt es Stimmen, die andere Sichtweisen auf das Thema vertreten. So sehen sich auch Frauen durch die feministische Position nicht vertreten und fühlen sich ebenso wenig von Männern zur Schamhaarentfernung genötigt. Sie setzen der feministischen These der Übernahme eines gesellschaftlichen Schönheitsideals entgegen, dass es durchaus auch ein eigenes individuelles Schönheitsideal gebe, dem sie folgen. Der Versuch der Politisierung der Schamhaarentfernung wird von ihnen vielfach als Bevormundung und Einmischung in private, intime Angelegenheiten gesehen und strikt abgelehnt. Die Mehrzahl der Frauen gibt an, sich ohne Schamhaare schlichtweg besser zu fühlen und diese aus freier Entscheidung zu entfernen. Auch innerhalb des Feminismus gibt es im Rahmen des Sex-positiven Feminismus Stimmen, die der Thematik offener gegenüberstehen.

### Soziale Erwartungen
Unter Jugendlichen und jungen Erwachsenen wird die Schamhaarentfernung nahezu selbstverständlich praktiziert, sie gilt als eine „Körpernorm“. Laut Hans Wolff, Professor für Dermatologie und Leiter der Haarsprechstunde an der Universität München, würden sich inzwischen nahezu alle Mädchen vollständig die Schamhaare entfernen, unter den Jungen tue dies rund die Hälfte. In einer qualitativen Interviewstudie der Bundeszentrale für gesundheitliche Aufklärung, die 2011 mit Jugendlichen zwischen 16 und 19 Jahren durchgeführt wurde, gaben sogar 81 Prozent der männlichen und 94 Prozent der weiblichen Jugendlichen an, sich ganz oder teilweise die Schamhaare zu entfernen: Da viele Jugendliche mitunter seit Anbeginn des Wachstums die Haare entfernen, sind ihnen Schamhaare völlig unbekannt.

„Intimrasur ist für Jugendliche beider Geschlechter zu einem Standard der Körperpflege geworden. Fast jede/r führt sie durch, und dies wird nur von sehr wenigen kritisch hinterfragt. Viele gehen davon aus, dass es von anderen erwartet wird, und geben an, es selber hygienischer, hübscher oder praktischer zu finden.“

Mit zunehmender Selbstverständlichkeit der Schamhaarentfernung, auch und gerade unter Jugendlichen, kann es auch zu Gruppenzwang bezüglich der Anpassung an das Schönheitsideal kommen. Laut der Beratungsstelle für Sexualpädagogik Pro Familia wird insbesondere bei Mädchen Intimrasur zu „einem gefühlten Muss“.
Insbesondere bei Mädchen können Schamhaare zu Spott und sozialer Ausgrenzung führen. So sind laut Pro Familia typische Aussagen Jugendlicher:

„Schamhaare sind eklig, die sind doch total unappetitlich“ oder „Unrasiert bleiben geht gar nicht. Gerade im Intimbereich. Für die allermeisten ist es eine Sauberkeitsfrage. Alles andere ist unhygienisch.“

Dies kann bis hin zu Spott, Hänseleien und Ausgrenzung führen, so dass in jenen Fällen die Freiwilligkeit der Enthaarung fraglich ist. Allerdings trifft diese Kritik auch auf die Achsel- und Beinrasur beziehungsweise auf jegliche Form sozialer Konventionen zu.
Mitunter werden Jugendliche als Zielgruppe für Schamhaarentfernung von der Kosmetikindustrie mit speziell gestalteten Produkten gezielt angesprochen. So wurde von einer Kosmetikkette Brazilian Waxing für junge Kundinnen zwischen 12 und 17 Jahren mit Sonderkonditionen unter dem Slogan „Warum soll ich mich erst mit 18 wohl auf meiner Haut fühlen?“ beworben.

### Einflussnahme der Kosmetikindustrie
Weiterhin richtet sich die Kritik gegen den wirtschaftlichen Kontext. Sowohl Rasierklingen als auch Waxing haben hohe Wiederbeschaffungsfrequenzen und machen große Gewinnspannen möglich. Es wird folglich der Kosmetikindustrie vorgehalten, körperbezogene Unsicherheiten und den damit einhergehenden, gesellschaftlichen Druck zur Enthaarung in ihrer Werbung zu nutzen und zu verstärken.

### Verstärkung des Trends zu genitalen Schönheitsoperationen
Bei einigen Frauen stehen die inneren Schamlippen über die äußeren hervor, was von manchen Menschen mitunter als unästhetisch empfunden wird. Durch die Enthaarung in diesem Bereich tritt dies dann deutlicher hervor, was letztlich auch den Trend zur Labioplastik, insbesondere der Schamlippenverkleinerung, verstärkt. Diese Entwicklung wird durchaus kritisch bewertet.

## Schamhaarentfernung bei Filzläusen
Der Befall der Schamhaare mit Filzläusen heißt Pediculosis pubis oder Phthiriasis; früher sprach man auch von der Läusesucht oder allgemein von einer Krätze. Filzläuse heißen so, „da im Filze der Schamhaare“ ihr Aufenthalt ist. Dieser Parasitenbefall mit schmarotzenden Schamläusen kann medikamentös oder mit Insektiziden behandelt werden. Eine alternative beziehungsweise ergänzende Therapie bei einem Befall mit solchen Schamläusen besteht darin, die Schamhaare und die Achselbehaarung, aber auch das Barthaar wegzurasieren oder abzuschneiden. Dieser einfache Ratschlag fehlt in vielen einschlägigen dermatologischen Fachbüchern.
Seit Beginn des 21. Jahrhunderts ist die Verbreitung der Filzlaus in westlichen Ländern stark zurückgegangen. So findet sich in einer britischen Studie ein signifikanter Rückgang zwischen den Jahren 1997 und 2003. Diese Entwicklung wird größtenteils auf die seit dieser Zeit zunehmend verbreitete Achsel- und Schamhaarentfernung zurückgeführt.
Gynäkologen und Urologen im australischen Sydney berichteten, dass sie seit 2008 bei Frauen keinen Filzlausbefall mehr beobachtet hätten, bei Männern betrage der Rückgang 80 Prozent.
In den Lehrbüchern fehlt auch der Hinweis, dass ein Kürzen der Schamhaare die Verwendung eines speziellen Läusekamms (Nissenkamm) erheblich erleichtern und den Verbrauch entsprechender Medikamente und Chemikalien zur Entlausung verringern kann. Diese Längenreduktion auch bei unveränderter Anzahl der Schamhaare nennt man trimmen, schneiden, abschneiden, kupieren, coupieren, kurzschneiden oder stutzen. Auch hierbei handelt es sich um eine partielle oder teilweise Schamhaarentfernung.